# Intel 8088
El Intel 8088 (conegut també com a i8088) és un microprocessador fabricat per Intel. Presentat l'1 de juliol de 1979, es tractava d'una versió del 8086 amb un bus extern de 8 bits, i estava pensat per ser ofert en el mercat d'ordinadors de baix cost. Va ser usat en el primer IBM PC i va deixar-se de produir-se el 1982.
Basat amb el disseny del Intel 8080 i 8085, de fet eren compatibles a nivell d'ensamblador amb el 8080; també emprava 4 registres generals de 16 bits i 8 registres de 8 bits del 8086, incloent també suport al co-processador numèric 8087.
El processador NEC V20 era compatible amb l'encapsulat del 8088, que oferia un 20% més de rendiment.

## Especificacions
Aquest està basat en el 8086, però presenta les següents peculiaritats:
- El bus extern de dades era de 8 bits (i no 16 com el 8086).
- El bus intern era de 16 bits.
- El bus de direccions era de 20 bits.
- Podia gestionar fins a 1 Mb de memòria.
- Podia dirigir directament 64 kb de memòria
- La velocitat variava dels 5 MHz als 10 MHz (el 8088-1 en HMOS i el 80C88-2 en CMOS podien treballar fins a 10 Mhz). En l'IBM PC era a 4,77 Mhz.
- Depenent de què model, el nombre d'instruccions varia de 0,33 a 0,75 MIPS.
- L'encapsulat era de 40 pin.
- Usava el set d'instruccions x86.